# Vulpes skinneri
Vulpes skinneri — вид вимерлих лисиць з раннього плейстоцену, ідентифікований на основі викопних останків, датованих приблизно 2 мільйонами років тому. Цей вид відомий за єдиним частковим скелетом, виявленим у скам'янілості Малапа в об'єкті Світової спадщини «Колиска людства» в Південній Африці, і пов'язаний з викопними останками гомініна Australopithecus sediba. Скам'янілості були датовані від 1.977 до 1.980 Ma. Хартстоун-Роуз та його колеги описали останки як нещодавно відкритий вид лисиці, яку вони назвали skinneri на честь африканського науковця Джона Скіннера.

## Галерея

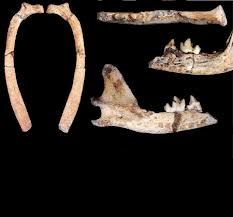
Частковий скелет типового екземпляра Vulpes skinneri
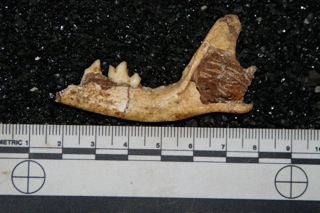
Зображення нижньої щелепи Vulpes skinneri в масштабі